# マリンピア松島水族館
マリンピア松島水族館（マリンピアまつしますいぞくかん）は、かつて宮城県宮城郡松島町に存在した水族館。日本三景・松島の松島海岸公園グリーン広場南端に立地していた。1927年（昭和2年）4月1日に開館し、2015年（平成27年）5月10日に閉館した。

## 概要
1927年（昭和2年）開館。日本では富山県の魚津水族館に次いで2番目に長い歴史を持つ水族館であった。また、閉館直前には同一場所にある水族館としては日本最古であった。面積約7,400m2の県有地を借りて設置されていた。
1969年（昭和44年）からは仙台急行株式会社が運営、松島観光の主要施設の1つであった。年間入館者数は約35万人、売上げ約6.3億円。
仙台市の仙台港背後地のみなと仙台ゆめタウンに移転予定と報じられていたが、2010年（平成22年）8月に移転計画は白紙になった。
2011年（平成23年）3月11日の東北地方太平洋沖地震（東日本大震災）に伴う津波で浸水し、停電・断水も加わって、飼育動物の一部を失い営業休止していたが、同年4月23日に営業を再開した。
伊豆沼など宮城県内で駆除されたブラックバスを保全団体から無償で譲り受け、淡水魚の餌として活用していた。
2015年（平成27年）5月10日に閉館し、建物も解体された。跡地には2020年10月、松島離宮がオープンした。飼育動物と飼育員は仙台港後背地に新設される「仙台うみの杜水族館」に移籍した（後述）。

## 沿革
松島水族館は、1927年（昭和2年）4月に高橋良作の手によって開館した。開館時の松島水族館は181平方メートルの敷地を持ち、観覧用水槽19基に松島湾内および近海の魚類約80種類を展示していた。この他にも資料室や標本室、ボート遊びができる池や滑り台、ブランコなどがあった。太平洋戦争後に熱帯魚室が増設されて、ここに70種類の熱帯魚が展示された。
1970年（昭和45年）4月に水族館の経営権が仙台急行に移り、1974年（昭和49年）と1982年（昭和57年）には大きな改装が行われた。水族館の建物は鉄筋2階建ての物へと建て替えられ、アシカパークやジャングルパークが設置された。また、回転ボートや飛行塔、木馬、モノレールといったアトラクションが新設されて、面目を一新した。この頃、飼育が難しいとされるマンボウが松島水族館で展示されていた。「プクプク」と名付けられたマンボウは飼育日数426日を数え、日本国内におけるマンボウ飼育の最長日数を更新した。また、プクプクの次に飼育された「ユーユー」は1379日飼育され、松島町から準名誉町民の称号を贈られた。マンボウの他にも、1984年（昭和59年）にラッコが、1987年（昭和62年）にイロワケイルカが展示動物として新たに加わった。

### 東日本大震災以後
2011年（平成23年）3月11日の東北地方太平洋沖地震（東日本大震災）による津波でけが人こそ出なかったものの1階部分に1メートル以上の浸水があり、淡水生物であるビーバー6匹のうち3匹が低体温症と海水を大量に飲んだ事による脱水症状で死亡、循環ポンプが壊れてマンボウ1匹、クラゲ65匹、熱帯魚、コマッコウなどが死んだ。また館内にはヘドロもたまった。飼育していた生物59種類212匹がこの被災により死亡しており、これは当時の飼育数の約5%であった。鶴岡市立加茂水族館からミズクラゲ、ハナガサクラゲ、ノーベル賞受賞者・下村脩のサイン入り切手シートなど、他にも大阪市の海遊館などからの熱帯魚の提供を受けて4月23日に営業を再開した。

### 移転断念と飼育動物の継承
2001年（平成13年）頃から「老朽化」などを理由にリニューアルの検討が始まった。
2005年（平成17年）3月に出された「松島町マリンプラン21計画書」では、松島海岸駅との間にペデストリアンデッキを設置し、建物を新築・改築するなどして現在地で再整備する計画が出されたが、資金面の問題や特別名勝内にあるための規制などで頓挫した。
2008年（平成20年）6月29日、仙台市への移転構想が報道された。福島県いわき市のアクアマリンふくしま（年間入館者数76万人～116万人。敷地面積5万6000m2）や秋田県男鹿市の男鹿水族館GAO（2万0073m2）との競争、施設の老朽化と耐震化の問題、また、アクセス道が渋滞のひどい国道45号のみであるのみならず、自前の駐車場がないことなどから、仙台港背後地（みなと仙台ゆめタウン）の「三井アウトレットパーク 仙台港」近くに敷地面積1万m2程度で新設し、2011年（平成23年）夏の開業を目指すと報道された。その後、仙台東部道路の仙台港ICの隣接地にある高砂中央公園内に建設する案が挙がっているとの報道があった。
移転に必要な資金調達では、宮城県や仙台市が関係したPFIではなく、日本の水族館では初となる証券化が検討されている。松島水族館を運営する仙台急行は、2008年度の国土交通省土地・水資源局「地方における不動産証券化市場活性化事業」に申し込みを行った。
2009年（平成21年）10月21日、仙台市が仙台港背後地のみなと仙台ゆめタウンにある高砂中央公園に同水族館が移転する計画を発表した。仙台急行の計画では、2011年（平成23年）6月の開業予定で、敷地面積は現在の約5倍の3万5790m2で建築面積は7172.9m2、建物は地上3階（高さ16.5m）地下1階建てで延床面積1万0650.96m2、水槽の数は約60、総事業費は約80億円。開業4年目の年間入館者数は、現在の約2倍の80万人を見込んでいた。公園使用料は約4千万円/年で、固定資産税を含めた市の収入は約7千万円/年と試算されていた。
その後、当初計画より建設期間が必要として、2012年（平成24年）3月までの開業を目指すこととなったが、2010年（平成22年）2月、運営会社である仙台急行が出資金（11億円）を調達できない公算が大きいことが判明し、これにより仙台市も出資予算（10億円）の取り下げを検討していることが明らかになった。同年8月には出資金融機関による融資団が解散し、移転は白紙となった。
2012年（平成24年）11月、大手商社などが2013年（平成25年）に特定目的会社 (SPC) を設立し、仙台港背後地の高砂中央公園に2015年（平成27年）開業を目指して水族館を整備、マリンピア松島水族館も経営に参加する見込みであると報じられた。
2013年（平成25年）2月には、三井物産、カメイ、横浜八景島、ユアテック、河北新報社、仙台三越の計6社が出資して、「仙台水族館開発株式会社」を設立することが発表された。新会社はマリンピア松島水族館が移転するとされていた仙台港背後地に「仙台うみの杜水族館」を新たに建設し、2015年7月1日に開業した。マリンピア松島水族館を運営する仙台急行はこれに出資しないものの、新しく建設される水族館はマリンピア松島水族館の飼育動物を受け入れることになっている。

### 年表
- 1927年（昭和2年）4月1日 - 高橋良作により現在地に開館[4]。開館時期は、宮城電気鉄道・松島公園駅開業に合わせたもの。
- 1944年（昭和19年）
  - 宮城電気鉄道が国有化され、最寄の松島公園駅が国鉄仙石線・松島海岸駅となる。
  - 秋 - 第二次世界大戦の影響で閉鎖。
- 1950年（昭和25年）4月25日 - 営業再開。
- 1969年（昭和44年）7月20日 - 仙台急行に経営が引き継がれる。
- 1974年（昭和49年） - 本館（現在の第一水族館）が完成。
- 1979年（昭和54年）9月12日 - マンボウ「プクプク」が長期飼育世界記録更新。（翌年9月7日に死亡。788日）
- 1980年（昭和55年） - 新館（後の第二水族館）が完成。
- 1984年（昭和59年）
  - 6月17日 - マンボウ「ユーユー」が長期飼育世界記録更新。
  - 7月15日 - ユーユー飼育1000日目。松島町準名誉町民になる。（翌年死亡。1379日）
  - ラッコ展示開始。
- 1985年（昭和60年） - 年間入館者数が83万人となり、ピークとなる。
- 1989年（平成元年） - 名称に「マリンピア」を加え、“マリンピア松島水族館”に改称。ペンギンランド新設。
- 1993年（平成5年） - 園内リニューアル。
- 2002年（平成14年） - クラゲコーナー新設。
- 2005年（平成17年） - おもしろアクアラボ新設。
- 2011年（平成23年）
  - 3月11日 - 東北地方太平洋沖地震（東日本大震災）で津波による浸水被害を受けた[1]。
  - 4月23日 - 営業を再開[1][17]。
- 2015年（平成27年）5月10日 - 閉館[2]。

## 施設
- マリン広場
  - メインゲート
  - ペンギンランド（東日本大震災でも約80羽が生き残った[17]。）
  - アシカショー
  - ビーバー（東日本大震災により、6匹中3匹が死亡）[17]
  - チリフラミンゴ
  - 乗り物コーナー
    - モノレール
    - 蒸気機関車風鉄道
    - ゴーカート
    - アストロジェット
    - メリーゴーランド

  - お食事コーナー
  - 売店
- 本館1・2階
  - ジャングルゾーン
  - 個水槽
  - ラッコ
  - 海のふしぎ館
  - 黒潮の海
  - バイカルアザラシ
  - 希少生物コーナー
  - イロワケイルカ（2011年2月19日に雄の「クルス」が亡くなった。同イルカの国内最長飼育記録を更新中であった[33]。日本国内に2ヶ所しかいない。東日本大震災でも生き残った[17]。）
  - マンボウ（東日本大震災により死亡した[17]が、4月28日に茨城県のアクアワールド大洗より贈られ展示を再開した）
- 本館2・3階
  - マリンガーデン
  - 展示ホール
  - マリンショップ
  - アシカショー2F席

## 利用情報
- 開館時間
  - 3月～10月　9:00～17:00（平日）　9:00～17:30（土・日・祝日）
  - 夏季（7月17日～8月31日）　9:00～17:30
  - 11月～2月　9:00～16:30（平日）　9:00～17:00（土・日・祝日）
- 年中無休

## 交通
- JR仙石線 松島海岸駅より徒歩3分。
- JR東北本線 松島駅よりタクシー利用で10分。
- 三陸沿岸道路 松島海岸ICより車5分。